# Édouard Bugnion
Édouard Frédéric Bugnion, né le 14 août 1845 à Lausanne et mort le 4 juillet 1939 à Aix-en-Provence, est un vétérinaire et enseignant vaudois.

## Biographie
Fils du banquier, politicien et entomologiste Charles Juste Bugnion et de Jeanne Marie Chatelanat, Édouard Bugnion obtient son baccalauréat à Lausanne, puis part étudier la médecine à Zurich où il présente son doctorat en 1873. À Zurich, il retrouve un compatriote, Auguste Forel, futur neurologue et psychiatre, spécialiste des fourmis.
Dès 1874, Édouard Bugnion enseigne l'embryologie et l'anatomie pathologique à l'école vétérinaire de Zurich puis à celle de Berne (1877-1881). En 1878, il revient à Lausanne et ouvre un cabinet privé. À côté, il enseignera entre 1881 et 1915, la physiologie et la pathologie, puis l'anatomie et l'embryologie à l'Université de Lausanne. En 1881, il s'intéresse à la maladie des mineurs du tunnel ferroviaire du Gotthard, l'ankylostomose, qui cause de très nombreux morts et fait l'objet dune controverse, car elle est niée par certains médecins. Bugnion publie un article qui établit clairement la présence du parasite,.
Ses travaux en anatomie comparée et en biologie des insectes le conduisent à travers le monde (Algérie en 1893, Amérique latine en 1895, ces deux avec Auguste Forel, Égypte en 1906 et Ceylan de 1907 à 1911) et il expose son savoir sur les termites dans le cinquième volume de l'ouvrage monumental d'Auguste Forel, Le Monde social des fourmis (1922).
Chercheur et enseignant plus que praticien, Édouard Bugnion a été membre de nombreuses sociétés scientifiques (Société suisse d'entomologie depuis 1865, Société entomologique de France, Société vaudoise des sciences naturelles, La Murithienne).
Il épouse le 18 avril 1873, Blanche Lucie Marguerite Forel (1852-1910), sœur de son ami et confrère Auguste Forel. Après le décès de sa première épouse, Édouard Bugnion se remarie en secondes noces avec Céline Laguarde, le 25 novembre 1913 à Aix-en-Provence.

## Quelques publications
- Bugnion E. (1881). On the epidemic caused by ankylostomum among the workmen in the St Gothard Tunnel. Br. Med. J., p. 382 lire en ligne.
- Bugnion, E. (1913).  Les Termites de Ceylan avec quelques indications sur la distribution géographique de ces insectes. Le Globe. Revue genevoise de géographie 52: 24-58 lire en ligne.
- Bugnion, E. (1933).  Le Termite noir de Ceylan (Eutermes monoceros) - Souvenirs de Seenigoda . La Terre et La Vie. Revue d'Écologie 3-4: 195-206 .

## Taxons décrits
Édouard Bugnion a décrit les taxons suivants :
- Ankylostomum Bugnion, 1881, aujourd'hui synonyme de Ancylostoma Dubini, 1843
- Ceylonitermellus kotuae (Bugnion, 1914)

## Taxons dédiés
Un certain nombre de taxons ont été dédiés en son hommage. C'est notamment le cas de :
- Arachnocephalus bugnioni Chopard, 1969 (Orthoptera: Mogoplistidae)[6]
- Belonuchus bugnioni Fauvel, 1901
- Bembidion bugnioni K. Daniel, 1902
- Caduceia bugnioni Kirby
- Callistethus bugnioni (Gillet, 1924)
- Camponotus bugnioni Forel, 1899
- Cephennium bugnioni Orousset, 2019 (Coleoptera: Staphylinidae)[7]
- Chionocatops bugnioni (Tournier, 1872)
- Cingalobolus bugnioni Carl, 1918
- Hypoponera bugnioni (Forel, 1912)
- Microcerotermes bugnioni Holmgren, 1911
- Notosacantha bugnioni (Spaeth, 1913)
- Ochthephilum bugnioni (Fauvel, 1901)
- Opithes bugnioni (Fauvel, 1901)
- Paratrachymyrmex bugnioni (Forel, 1912)
- Polyrhachis bugnioni Forel, 1908
- Temnothorax bugnioni (Forel, 1894) (Hymenoptera, Formicidae)
- Tenebroides bugnioni Léveillé, 1902 (Coleoptera, Trogossitidae)

## Sources
- « Édouard Bugnion », sur la base de données des personnalités vaudoises sur la plateforme « Patrinum » de la Bibliothèque cantonale et universitaire de Lausanne.
- « Édouard Bugnion » dans le Dictionnaire historique de la Suisse en ligne..
- François Vallotton, L'Hermitage : une famille lausannoise et sa demeure, Lausanne, 2001, p. 106-110
- Olivier Robert, Francesco Panese, Dictionnaire des professeurs de l'Université de Lausanne dès 1890, Lausanne, 2000, p. 177-178
- Édouard Bugnion, Edouard de Cérenville, Le fonds de Rumine et l'Université. Examen du projet municipal et propositions nouvelles, Lausanne, 1893 (photographie p. 106)